# União Paulista
União Paulista är en kommun i Brasilien.   Den ligger i delstaten São Paulo, i den södra delen av landet, 600 km söder om huvudstaden Brasília. Antalet invånare är 1 599.
Omgivningarna runt União Paulista är en mosaik av jordbruksmark och naturlig växtlighet. Runt União Paulista är det glesbefolkat, med 16 invånare per kvadratkilometer.